# Phare de l'île Noire
Pour les articles homonymes, voir île Noire.

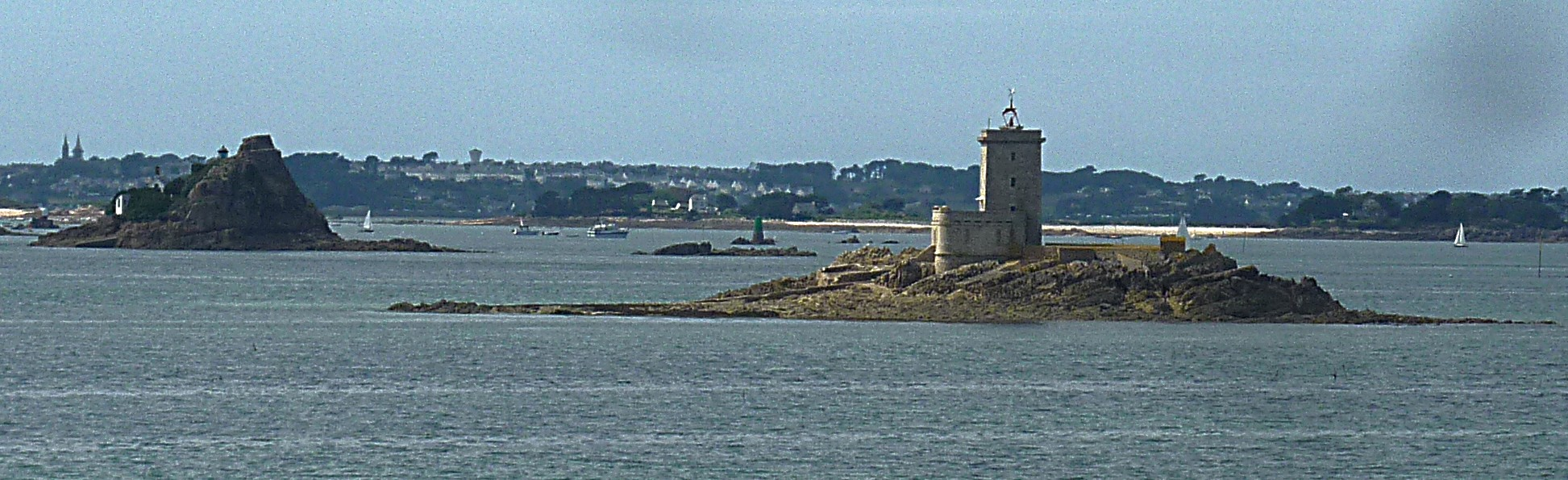
L'Île Noire en Baie de Morlaix vue depuis le littoral de Plouezoc'h.

Vue d'ensemble de la baie de Morlaix

Le phare de l'île Noire se trouve en baie de Morlaix et se trouve dans la commune de Plouezoc'h.
Ce phare se situe sur un îlot rocheux isolé presque entièrement submergé à marée haute, à proximité du château du Taureau. C'est une tour carrée blanchie vers le large avec une lanterne rouge, en pierre de taille de l'île Longue et moellons de l'île Stérec.
Le phare de l'île Noire est en activité, comme tous les feux en mer en France, mais il n'est plus gardé, ni habité. Ses caractéristiques optiques sont « Oc (2)WRG 6s, 14 m » (d'après L'Almanach du marin breton, édition 2008). C'est un amer connu des navigateurs en donnant, avec le phare de la Lande, l'alignement  de l'entrée de Morlaix par le chenal de Tréguier.

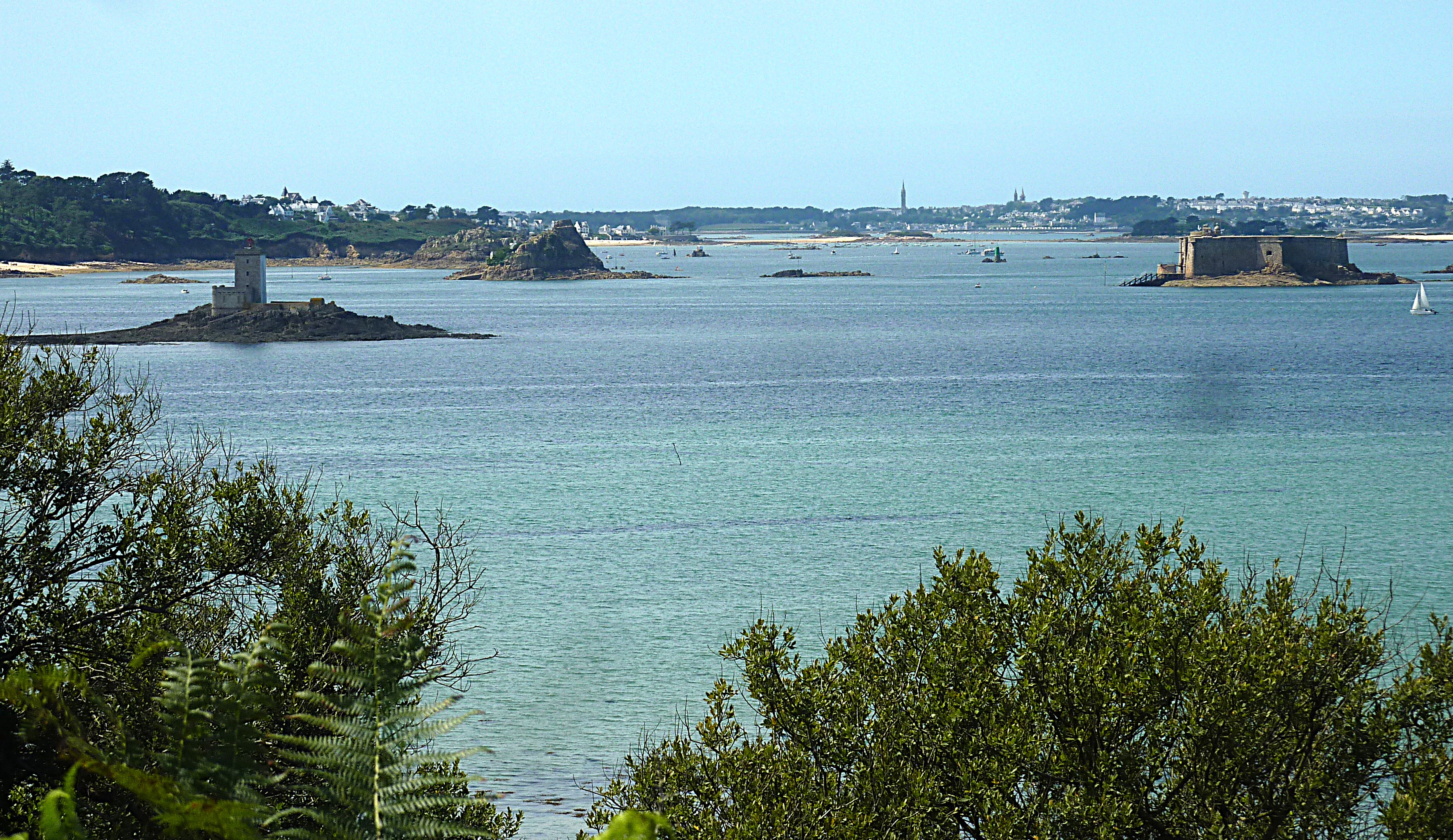
Le château du Taureau et l'Île Noire vus depuis les environs de la Pointe de Barnénez.
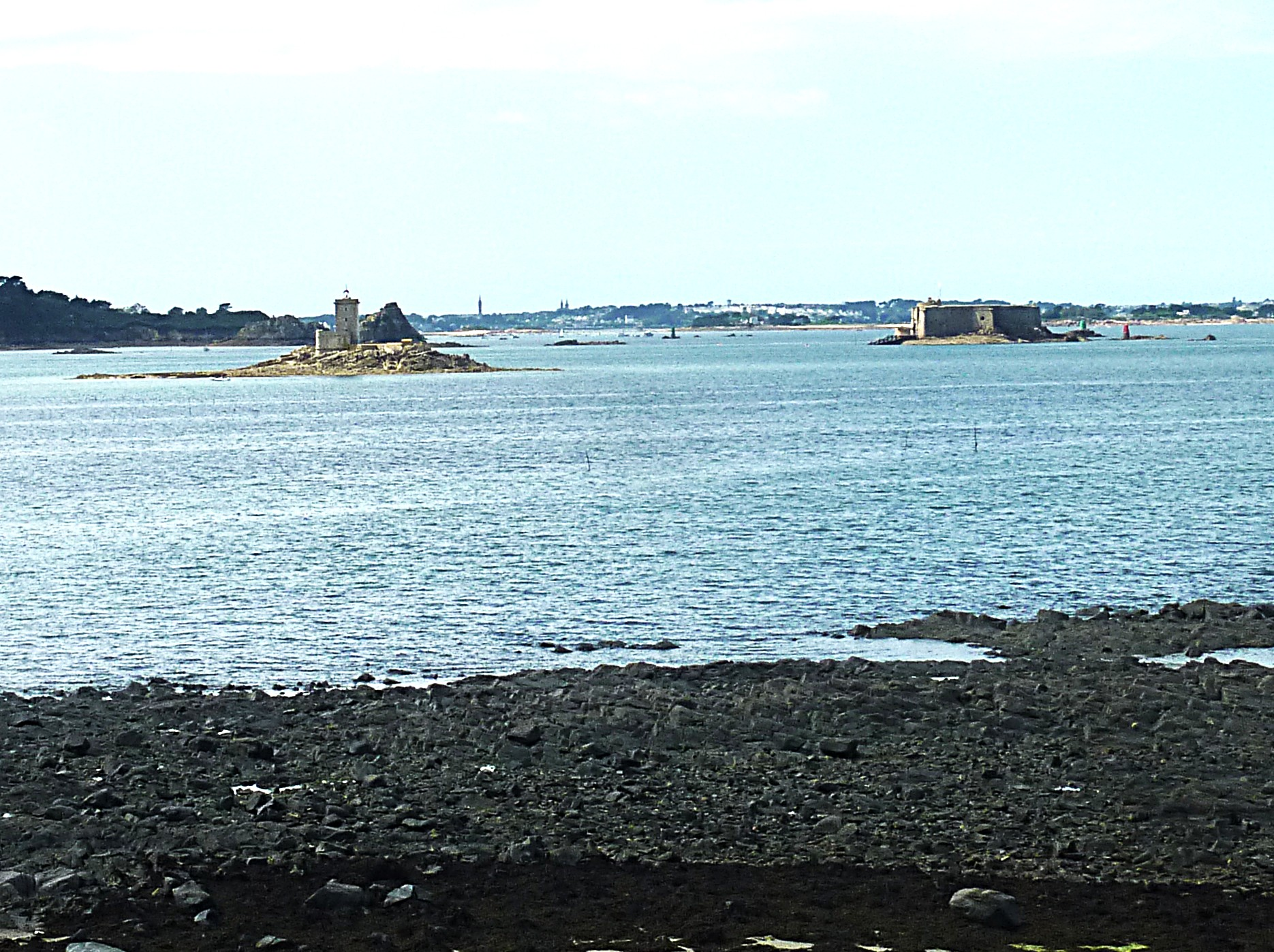
L'Île Noire et le château du Taureau vus depuis les falaises de Plouezoc'h au sud-ouest de la Pointe de Barnénez.

## Dans la culture
Selon Charles Dierick, membre des Studios Hergé, bien qu'Hergé séjourne à Locquénolé, l'île et le château occupés par les faux-monnayeurs de L'Île Noire, septième album de bande dessinée des Aventures de Tintin, ne sont pas l'îlot du phare de l'île Noire. L'îlot est accessible à basse mer et le phare carré ne s'apparente pas à un ouvrage défensif.